# Kevin Lasagna
Kevin Lasagna (San Benedetto Po, 10 de agosto de 1992) é um futebolista profissional italiano que atua como atacante.

## Carreira

### Governolese
Kevin Lasagna começou a carreira no Governolese.

### Udinese
Kevin Lasagna se transferiu para a Udinese Calcio, em 2017, onde mostrou diversas camadas de seu jogo